# Kalmar län
Kalmar län er et svensk län (amt), som omfatter den østlige del af Småland samt Öland. Det grænser til Blekinge län, Kronobergs län og Östergötlands län. Residensby er Kalmar. Kalmar Län havde 31. december 2019 245.446 indbyggere. 

## Natur og landskab
Västerviks grundfjeldskærgård og bronzealderlandskab, Kalmarsundkystens egeklædte strandenge og de ægte kystsamfund, Kristdalaegnens levende stykker Gammelsverige, Glasrikets særegne industrisamund samt Ölands unikke alvar, vindmøller og gadebyer findes alle indenfor länet. Kysterne i nord og syd er meget forskellige. I nord skyller Østersøens bølger ind mod granitklipper fra jordens urtid, mod syd har den seneste istid skabt en moræneskærgård af sten og grus og fine sandstrande. 
I det nordlige Kalmar län findes en sprækkezone, hvor der er dannet mængder af søer, og hvor man finder pittoresk beliggende byer som Djursdala og Hjorted. Der findes også flere eksempler på gamle, uskiftede og velbevarede byer som Stensjö by og Lunds by på vejen mellam Oskarshamn og Västervik.
I Kalmar län findes der to nationalparker, 14 naturbeskyttelsesområder og ca. 100 naturreservater.

## Historie
Kalmar län blev skabt ved länsinddelingen i 1634, men fik først sine nuværende grænser i 1700-tallet. Det er ifølge mange bedømmelser en "kunstigt skabt" region uden nogen rigtig naturlig sammenhæng på grund af størrelsen og det lave befolkningstal. Frem til 1970 var länet desuden delt i to halvdele, Kalmar läns nordlige landsting med Västervik som den centrale by og Kalmar läns søndre landsting med Kalmar som hovedby samt med Kalmar som centrum for hele Kalmar län med länsstyrelsen og landshövdingen. Anledningen til denne opdeling lå i, at länet er stort og tyndt befolket, og at der fandtes en spænding mellem Kalmar og Västervik om at være den førende smålandshavn. Desuden fandtes der en tradition i det nordlige län for at søge kontakter med Östergötland, da den del ligger under Linköpings stift, mens den sydlige del med Kalmar hørte under Växjö stift og orienterede sig mere sønden ud. Følgen blev, at der var forskellige rigsdagslister for den nordlige, respektive den sydlige del af länet. Endnu i dag lever denne splittelse videre i dialekterne, hvor sproget i det nordlige Kalmar län (under Linköpings stift) er præget af østgötamålet, mens den sydlige del af länet orienterer sig mod den dialekt, som tales i Kalmar.
Länet var længe fattigt og tilbagstående også i sammenligning med resten af Småland, og det blev industrialiseret svagt og sent. I 1880 boede der 245 000 i Kalmar län, en befolkningstal som endnu ikke er overgået (i 2005 boede der ca. 234 000 i hele länet). Kalmar var en vigtig grænseby frem til Skånelandenes indlemmelse i Sverige 1658. Derefter mindskedes Kalmars strategiske betydning. Öland var frem til 1800-tallet dyrepark under kronen, præget af urentable småbrug, emigration og fattigdom. Frem til indvielsen af Ölandsbroen i 1972 faldt Ölands befolkningstal gennem hele det 20. århundrede, men siden da har man haft gavn af broen, sådan at der er opstået forstæder til Kalmar som Färjestaden, Borgholm og Mörbylånga.
1819-1826 var Ölands län udskilt.

## Næringsliv
Fra historisk tid har länets strategiske placering ved Østersøen og de nære kontakter med de baltiske lande haft stor betydning for regionens handel og søfart, noget som bliver stadigt mere interessant, efterhånden som båndet mellem de europæiske stater vokser sig stærkere.
Länet er et af de største affolkningslän i Sverige. Næringslivet er hovedsagelig præget af værkstedsindustri, småvirksomheder og skovbrug samt lidt jordbrug langs de større vandløb og industrier i tilknytning til disse erhverv med undtagelse af sværindustri som Scania og atomkraftværket i Oskarshamn. Det er frem for alt det nordlige Kalmar län og landområderne i skovegnene mod vest, som rammes af fraflytningen. Til de områder, som det er gået bedre for, hører fKalmarsletten og det mellemste Öland, men disses begrænsede ekspansion kan ikke kompensere for resten af länets nedgang i befolkningstal.

## Større byer
De ti største byer i Kalmar län, sorteret efter indbyggertal:
| #  | Byområde    | Befolkning |
| -- | ----------- | ---------- |
| 1  | Kalmar      | 35.170     |
| 2  | Västervik   | 20.694     |
| 3  | Oskarshamn  | 17.143     |
| 4  | Nybro       | 12.598     |
| 5  | Vimmerby    | 7.827      |
| 6  | Lindsdal    | 5.520      |
| 7  | Hultsfred   | 5.305      |
| 8  | Emmaboda    | 4.968      |
| 9  | Mönsterås   | 4.744      |
| 10 | Färjestaden | 4.636      |

Indbyggertal pr. 31. december 2019.

## Eksterne links
- Länsstyrelsen Kalmar län
- Kalmar län just nu Arkiveret 11. august 2011 hos  Wayback Machine
- Regionfakta – Fakta och perspektiv om Kalmar län Arkiveret 17. oktober 2009 hos  Wayback Machine

- Wikimedia Commons har flere filer relateret til Kalmar län

 Der er for få eller ingen kildehenvisninger i denne artikel, hvilket er et problem. Du kan hjælpe ved at angive troværdige kilder til de påstande, som fremføres i artiklen.

56°44′00″N 15°54′00″Ø / 56.733333333333°N 15.9°Ø